# 日本テレビ火曜9時枠連続ドラマ
日本テレビ火曜9時枠連続ドラマ（にほんテレビかようくじわくれんぞくドラマ）は、過去6期に渡って日本テレビ系列で、毎週火曜日21時台に放送されていたテレビドラマの枠である。

## 概要
1973年までは放送枠もまちまちで、しかもプロ野球中継（当時の枠は20:00 - 21:30→21:26）のためにその対応枠で中断したり、仮にプロ野球シーズン中に継続しても休止になる事が多かった。
1973年10月からは1時間枠として定着。2年間にわたって大型予算による史劇や時代劇を放送していたが、1975年10月期の『はぐれ刑事』以降は主に男性向けの刑事・娯楽アクションもの中心の編成となり、特に『大都会』は作品カラーを変えながら3シリーズが制作され、終了後もテレビ朝日系の『西部警察』にそのフォーマットが引き継がれるヒット作となった。また、松田優作の代表作の一つとして知られる『探偵物語』も放送されている。しかし、『大激闘マッドポリス'80』の不振以降はスタンスが定まらなくなり、結果として1981年10月の改編で火曜日のドラマ枠の抜本的な見直しがなされ「火曜劇場」と放送枠を統合、2時間ドラマ枠『火曜サスペンス劇場』に引き継がれることになった。なお下記の作品リストの通り、いずれの作品も外部のプロダクションが制作を手がけている。
なお、前述のように放送当時は火曜夜10時枠にも連続ドラマ枠『火曜劇場』があったため、連続ドラマ枠が2つ連続していた（2015年3月までのフジテレビの編成と同様）。さらにその前には時代劇枠も存在していた。その上最末期の1981年2月 - 4月には、19:00にも海外ドラマ『がんばれ!ブーマー』が存在しており、19:30のクイズ番組『それは秘密です!!』を除いて、3時間半もドラマが放送されていた（しかも本枠の『炎の犬』、19:00の『ブーマー』と、犬物ドラマが2本編成）。
『火曜サスペンス劇場』以降の火曜夜9時枠は26年間に渡り2時間ドラマ枠という形でレギュラードラマ枠を維持していたが、末期には『火サス』から『DRAMA COMPLEX』『火曜ドラマゴールド』と改題するにつれて往年の力を失い、2007年春の改編期をもって2時間ドラマ枠が廃止されることとなった。また後番組として『週刊オリラジ経済白書』が開始されたことにより、火曜夜9時枠は34年ぶりにバラエティ枠に移行し、2023年現在は『ザ!世界仰天ニュース』が放送されている。

## 放送作品一覧

### 第1期
- ダイヤモンド捜査網（1962年10月 - 12月） - 海外作品。ここから21:00～21:30。

### 第2期
- がめつい奴（1964年2月4日 - 3月31日）
- 保安官ワイアット・アープ（第2シリーズ）（1964年4月 - 9月） - 海外作品。日曜21:00に移動。ここまで21:00～21:30。
- 男ありて（1964年10月 - 12月） - 21:00 - 22:00。
- アッちゃん（1965年1月12日 - 7月27日） - 再び21:00 - 21:30。水曜19:00に移動。
- パパのおくりもの（1965年8月 - 1966年1月）

### 第3期
- ぼくのお母さん（1966年10月4日 - 1967年3月28日） - ここまで21:00～21:30。

### 第4期
- ローンウルフ 一匹狼（1967年10月 - 1968年3月） - 21:00～21:56。30分繰下げ。

### 第5期
- 鉄平と順子（1972年10月3日 - 1973年1月16日） - 三度21:00～21:30。

### 第6期
枠は全て21:00～21:54（1975年9月までは21:55終了）。
| タイトル              | 放映期間              | 話数 | 制作会社                | 出演者                                                         |
| --------------------- | --------------------- | ---- | ----------------------- | -------------------------------------------------------------- |
| 水滸伝                | 1973.10.2～1974.3.26  | 26   | 国際放映                | 中村敦夫、土田早苗、丹波哲郎、大林丈史、佐藤慶、山村聡、ハナ肇 |
| 花の生涯              | 1974.4.2～1974.9.24   | 26   |                         | 平幹二朗、山本陽子、本阿弥周子、浜田寅彦、武原英子、加藤嘉     |
| 鞍馬天狗              | 1974.10.1～1975.3.25  | 26   | 東宝                    | 竹脇無我、水野久美、佐野浅夫、若林豪、成田三樹夫、古谷一行     |
| 剣と風と子守唄        | 1975.4.1～1975.9.30   | 27   | 三船プロダクション      | 三船敏郎、中村敦夫、斉藤こず恵、赤塚真人                       |
| はぐれ刑事            | 1975.10.7～1975.12.30 | 13   | 俳優座映画放送 国際放映 | 平幹二朗、沖雅也、夏純子、田中邦衛、火野正平、小沢栄太郎       |
| 大都会 闘いの日々     | 1976.1.6～1976.8.3    | 31   | 石原プロモーション      | 渡哲也、仁科明子、篠ヒロコ、神田正輝、佐藤慶、石原裕次郎       |
| いろはの"い"          | 1976.8.10～1977.3.29  | 34   | 東宝                    | 竹脇無我、黒沢年男、藤岡琢也、寺尾聰、高品格、金子信雄         |
| 大都会 PARTII         | 1977.4.5～1978.3.28   | 52   | 石原プロモーション      | 渡哲也、松田優作、高品格、小野武彦、丘みつ子、石原裕次郎       |
| 大追跡                | 1978.4.4～1978.9.26   | 26   | 東宝                    | 加山雄三、藤竜也、沖雅也、柴田恭兵、長谷直美、渡辺文雄         |
| 大都会 PARTIII        | 1978.10.3～1979.9.11  | 49   | 石原プロモーション      | 渡哲也、寺尾聰、星正人、高品格、小野武彦、石原裕次郎           |
| 探偵物語              | 1979.9.18～1980.4.1   | 27   | 東映芸能ビデオ          | 松田優作、成田三樹夫、山西道広、竹田かほり、ナンシー・チェニー |
| 大激闘マッドポリス'80 | 1980.4.8～1980.7.22   | 16   | 東映                    | 渡瀬恒彦、梅宮辰夫、志賀勝、片桐竜次、中西良太、堀川まゆみ     |
| 特命刑事              | 1980.7.29～1980.9.30  | 10   | 東映                    | 渡瀬恒彦、梅宮辰夫、桜木健一、志賀勝、片桐竜次、中西良太       |
| 警視-K                | 1980.10.7～1980.12.30 | 13   | 勝プロダクション        | 勝新太郎、奥村真粧美、川谷拓三、北見治一、小池朝雄、中村玉緒   |
| 炎の犬                | 1981.1.6～1981.3.31   | 13   | 三船プロダクション      | 三ツ矢歌子、高橋悦史、夏江麻岐、松田洋治、平泉征               |
| プロハンター          | 1981.4.7～1981.9.22   | 25   | セントラル・アーツ      | 草刈正雄、藤竜也、柴田恭兵、名取裕子、小川真由美、宍戸錠       |

## 関連書籍
- 山本俊輔・佐藤洋笑『NTV火曜9時 アクションドラマの世界 「大都会」から「プロハンター」まで』DU BOOKS ISBN 4907583346